# Anna Brodersen

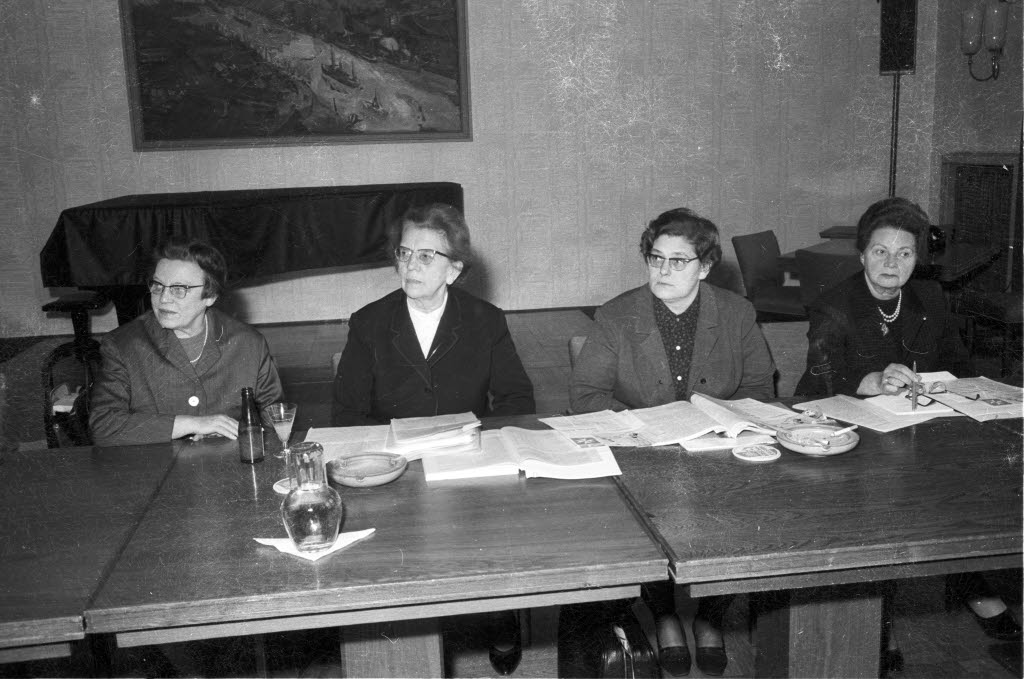
Vorstandssitzung des Landesfrauenrats Schleswig-Holstein 1967 (von links nach rechts): Anna Brodersen, Lena Ohnesorge, Elfriede Hoffmann und Anne Springborn

Anna Brodersen (Anne Brodersen; * 16. Februar 1903 in Kiel; † 18. Juli 1971 ebenda) war eine deutsche Politikerin der SPD.

## Leben und Beruf
Anna Brodersen war die Ehefrau des Grafikers und Redakteurs Niels Brodersen (1895–1971).
Sie arbeitete nach der Volksschule von 1920 bis 1923 als kaufmännische Angestellte. Sie trat 1920 der SAJ und ein Jahr später der SPD bei. In den Jahren vor 1933 war sie Kreisvorstandsmitglied der SPD in Kiel. Von 1943 bis 1945 war sie kriegsdienstverpflichtet im Wirtschaftsamt Berlin-Wilmersdorf. Danker und Lehmann-Himmel charakterisieren sie in ihrer Studie über das Verhalten und die Einstellungen der Schleswig-Holsteinischen Landtagsabgeordneten und Regierungsmitglieder der Nachkriegszeit in der NS-Zeit innerhalb der Gruppe der „oppositionell-gemeinschaftsfremden“ als Protagonistin der Arbeiterbewegung. Nach 1945 beteiligte sie sich am Wiederaufbau der SPD in Berlin-Köpenick, wo sie bis 1948 Kreisfrauenleiterin war. 1949 wurde sie Vorstandsmitglied der SPD Schleswig-Holstein und kehrte nach Kiel zurück. Von 1951 bis 1963 war sie Ratsherrin in Kiel, von 1956 bis 1963 zudem Mitglied des Magistrats der Stadt.
Von 1954 bis zum 4. November 1968 war sie Abgeordnete im Landtag von Schleswig-Holstein. Sie vertrat den Wahlkreis Kiel-Süd im Parlament. Von 1958 bis 1967 war Brodersen Vorsitzende des Landtagsausschusses für Volkswohlfahrt. Der Landtag wählte sie in die zweite Bundesversammlung, die am 17. Juli 1954 Theodor Heuss als Bundespräsidenten wiederwählte.

## Ehrungen
1958 wurde Brodersen mit der Freiherr-vom-Stein-Medaille des Landes Schleswig-Holstein ausgezeichnet.
Auf Vorschlag der Schleswig-Holsteinischen Landesregierung wurde ihr am 22. Januar 1968 das Bundesverdienstkreuz 1. Klasse verliehen.